# 久我原站
久我原站（日语：／ Kugahara eki */?）是位於千葉縣夷隅郡大多喜町，屬於夷隅鐵道的夷隅線車站。此站的副站名由「三育學院大學」奪得，三育學院大學是位於車站東南方約2.2公里的私立大學，自2009年起便一直取得本站的副站名命名權。
在月台上的站名牌，其英文標記為"Saniku Gakuin Kugahara"；但在候車室頂部的英文標記，則寫成"SANIKU GAKUIN COLLEGE KUGAHARA STATION"。

## 車站構造
車站位於山坡上，與國道297號主幹道相距約400米，須由「久我原」十字路口沿小路前往。車站採用簡易車站模式運作，自開業以來便不設任何站房，只有在近出入口處建有一座以木板及玻璃窗所搭成的有蓋候車室，充作一般站房功能。

### 月台配置
只設有側式月台一座，長約45米，安有蒺長度為2輛。列車不可以在此交會。
列車靠站時，往大原方向為右側上落；往上總中野方向為左側上落。
| 路線    | 方向 | 目的地           |
| ------- | ---- | ---------------- |
| ■夷隅線 | 上行 | 大多喜、大原方向 |
| ■夷隅線 | 下行 | 上總中野方向     |

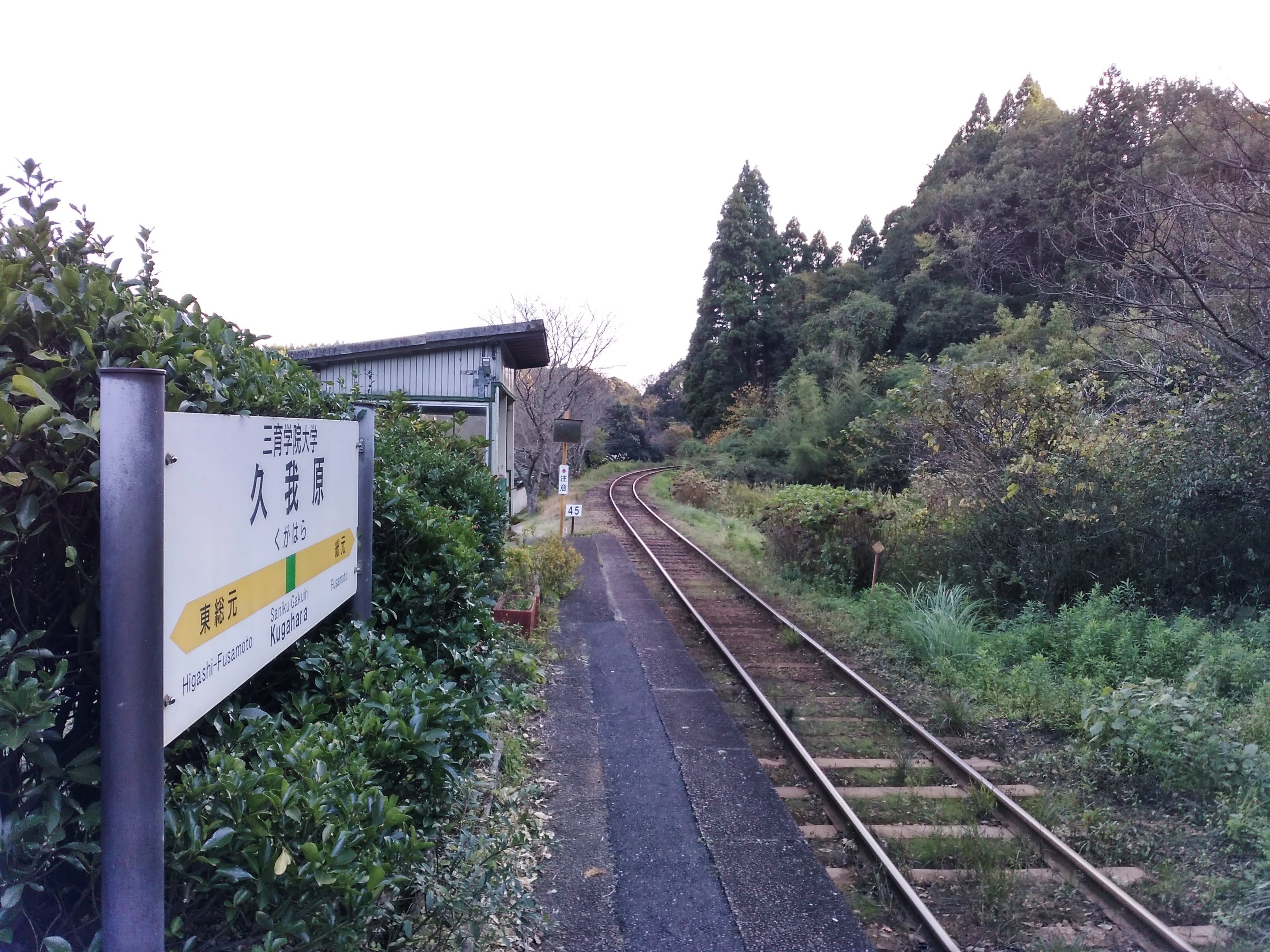
月台（2017年11月）
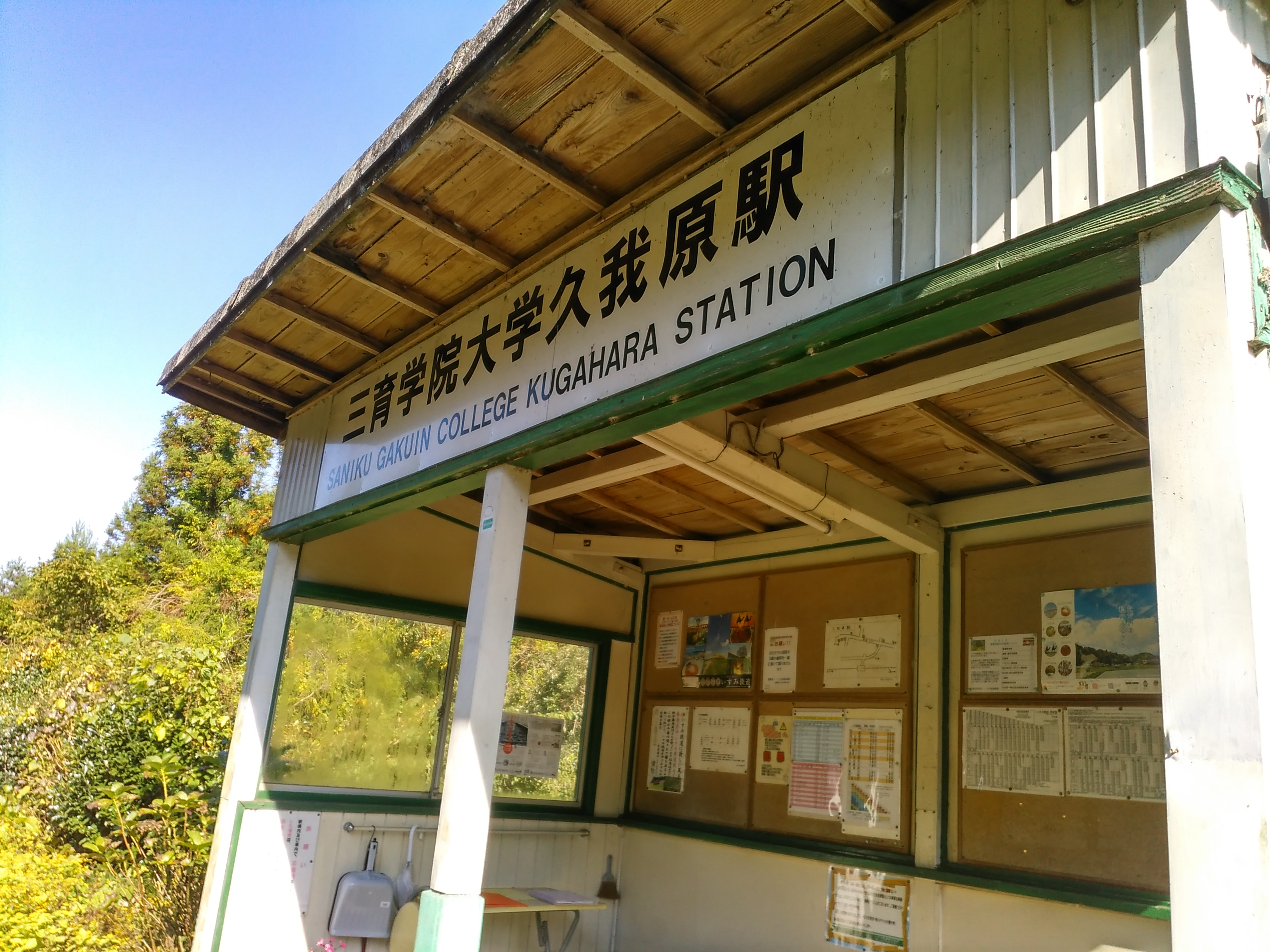
候車室的站名牌（2016年11月）

## 歷史
- 1960年6月20日：國鐵木原線車站啟用。
- 1987年4月1日：國鐵分割民營化，車站由東日本旅客鐵道（JR東日本）營運。
- 1988年3月24日：木原線由夷隅鐵道接管，成為夷隅鐵道夷隅線車站。
- 2009年7月1日：三育學院大學取得副站名冠名權，定名為三育學院大學。
- 2024年10月4日：因發生列車脫線事件，全線運休，改以代替巴士運行[2][3]。

## 使用狀況

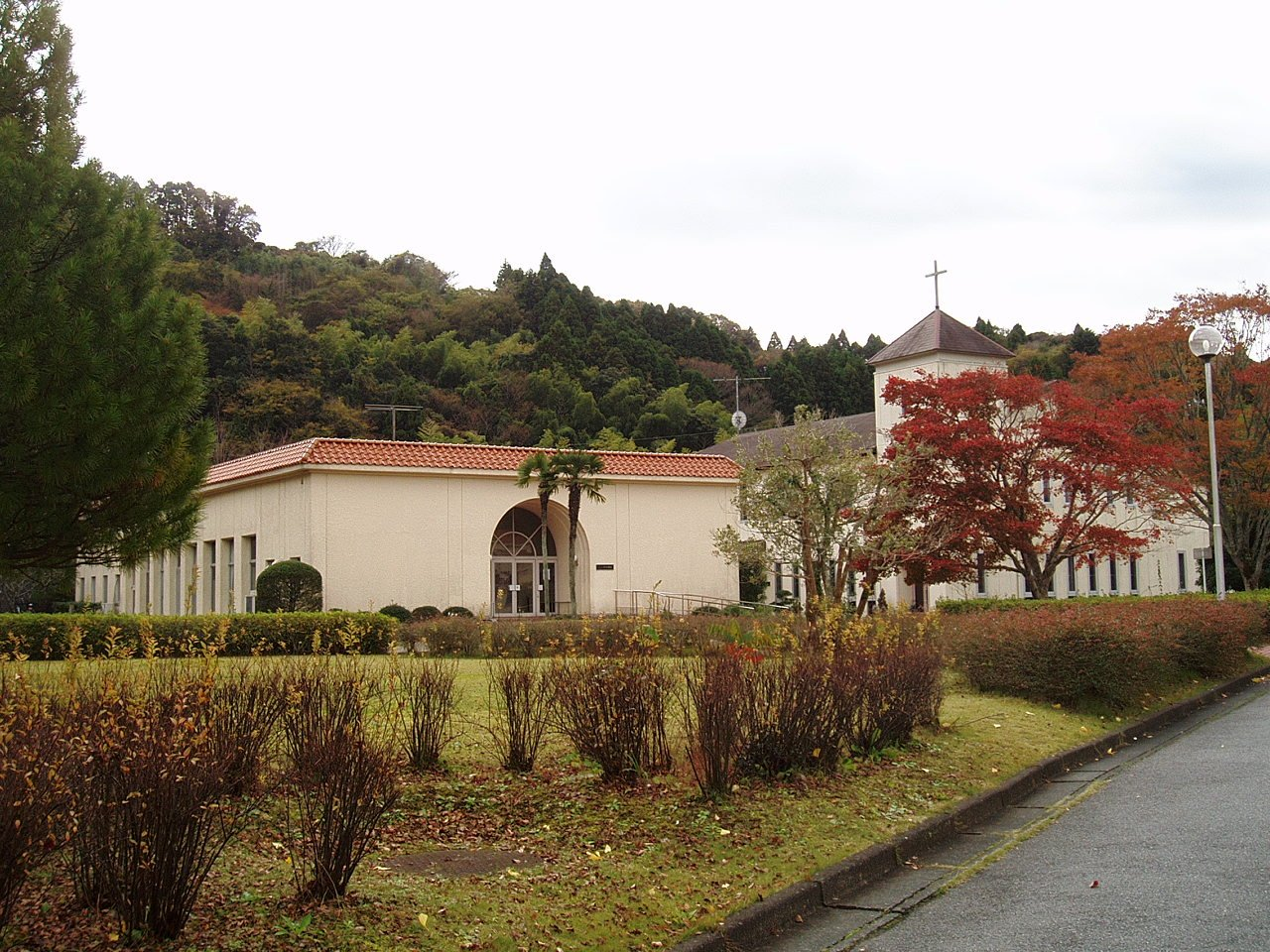
三育學院大學

車站的位置相對較為偏僻，接近車站的民居只有數間，車站所在的大字中心區亦與車站相距超過一公里，另一大字「石神」雖位於國道範圍，同樣也與車站相距超過一公里，再加上沒有其他公共交通接駁，都是令本站使用量持續偏低的原因。
就算是獲得副站名命名權的三育學院大學，也因應距離超過兩公里，步行時間需近半小時，就連本身的學生也甚少使用本車站，即使是大學舉辦開放日，其歡迎接駁巴士也是接駁至大多喜站，而非本站。
| 年度 | 一日平均 乘車人次 | 出處        |
| ---- | ----------------- | ----------- |
| 2007 | 21                | [ 統計 1 ]  |
| 2008 | 19                | [ 統計 2 ]  |
| 2009 | 15                | [ 統計 3 ]  |
| 2010 | 9                 | [ 統計 4 ]  |
| 2011 | 7                 | [ 統計 5 ]  |
| 2012 | 10                | [ 統計 6 ]  |
| 2013 | 8                 | [ 統計 7 ]  |
| 2014 | 7                 | [ 統計 8 ]  |
| 2015 | 6                 | [ 統計 9 ]  |
| 2016 | 3                 | [ 統計 10 ] |
| 2017 | 2                 | [ 統計 11 ] |
| 2018 | 3                 | [ 統計 12 ] |
| 2019 | 6                 | [ 統計 13 ] |
| 2020 | 6                 | [ 統計 14 ] |
| 2021 | 9                 | [ 統計 15 ] |
| 2022 | 6                 | [ 統計 16 ] |

## 相鄰車站
夷隅鐵道
■夷隅線
東總元－久我原－總元

### 統計資料
1. ↑  千葉縣統計年鑑（平成20年） （页面存档备份，存于）（日語）
2. ↑  千葉縣統計年鑑（平成21年） （页面存档备份，存于）（日語）
3. ↑  千葉縣統計年鑑（平成22年） （页面存档备份，存于）（日語）
4. ↑  千葉縣統計年鑑（平成23年） （页面存档备份，存于）（日語）
5. ↑  千葉縣統計年鑑（平成24年） （页面存档备份，存于）（日語）
6. ↑  千葉縣統計年鑑（平成25年） （页面存档备份，存于）（日語）
7. ↑  千葉縣統計年鑑（平成26年） （页面存档备份，存于）（日語）
8. ↑  千葉縣統計年鑑（平成27年） （页面存档备份，存于）（日語）
9. ↑  千葉縣統計年鑑（平成28年） （页面存档备份，存于）（日語）
10. ↑  千葉縣統計年鑑（平成29年） （页面存档备份，存于）（日語）
11. ↑  千葉縣統計年鑑（平成30年） （页面存档备份，存于）（日語）
12. ↑  千葉縣統計年鑑（令和元年） （页面存档备份，存于）（日語）
13. ↑  .   [2025-04-22]. （原始内容存档于2023-07-25）.
14. ↑  千葉縣統計年鑑（令和3年），11 運輸・通信—111民鉄等駅別1日平均運輸状況（2020(令和2)年度）
15. ↑  千葉縣統計年鑑（令和4年），11 運輸・通信—111民鉄等駅別1日平均運輸状況（2021(令和3)年度）
16. ↑  .   [2025-04-22]. （原始内容存档于2025-01-27）.

## 外部連結
- 夷隅鐵道 三育学院大學 久我原站（页面存档备份，存于）（日語）